# Festa Major de Solsona

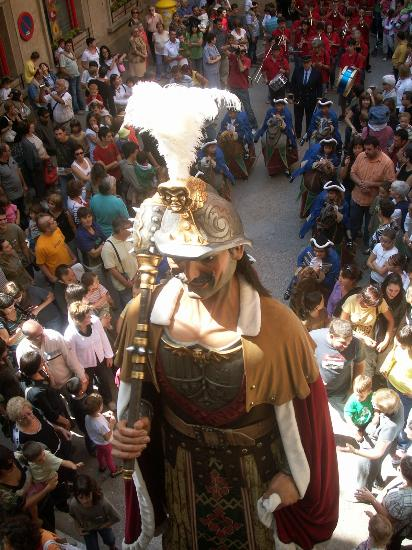
El Gegant Vell de Solsona.

La Festa Major de Solsona és una festa tradicional i popular que se celebra a la ciutat de Solsona, capital de la comarca del Solsonès, durant la festivitat de la Mare de Déu del Claustre, patrona de Solsona.
La celebració té lloc a Solsona durant els dies 7, 8 i 9 de setembre i té com principal característica els gegants i altres elements folklòrics com poden ser el bestiari, els cavallets, el ball de bastons, constituint així una de les manifestacions folklòriques més destacades de Catalunya.
L'any 2008 la Generalitat de Catalunya va declarar-la Festa patrimonial d'interès nacional, atorgant-li així el màxim reconeixement que la Generalitat pot fer en aquest àmbit.

## Els Gegants i el Protocol del Folklore Geganter

### Els Gegants i els altres elements folklòrics

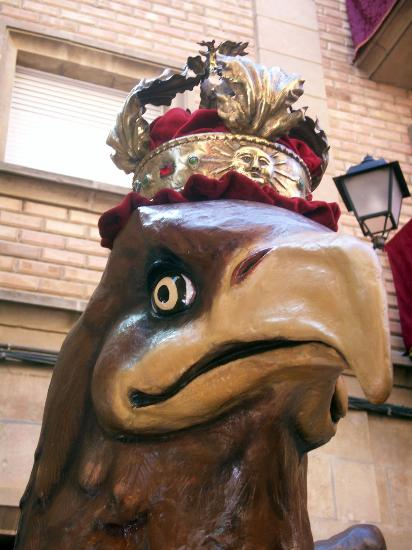
L'Àliga de Solsona, representa la ciutat.

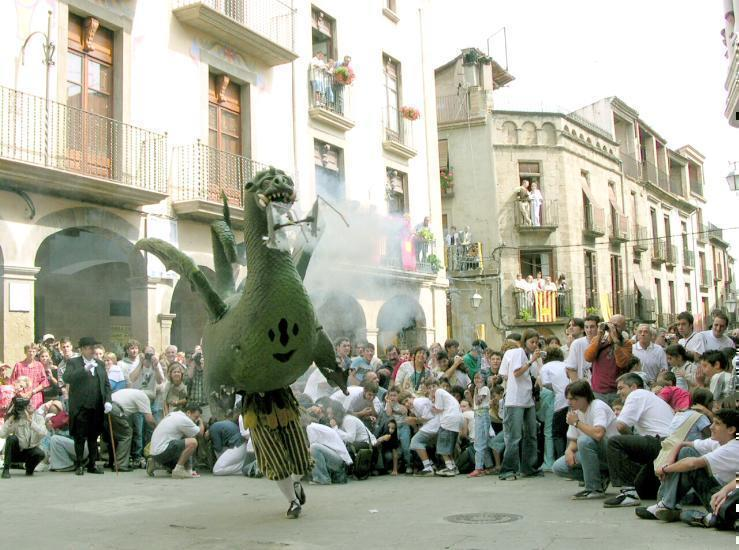
El ball del Drac a la plaça Major durant l'exhibició de ballets.

La Festa Major de Solsona no es pot comprendre sense els seus gegants. El terme "Gegants" a Solsona es fa servir per designar el conjunt d'elements del folklore festiu solsoní de la Festa Major, incloent a part dels gegants, doncs la resta d'elements com poden ser el bestiari o bé els nans o els cavallets. També reben la denominació d'improperis.
El seu origen és a les antigues processons de la festivitat del Corpus Christi. A Solsona se celebra la festa de Corpus des de 1331. Al cap d'un segle ja es té constància de la participació de diferents escenes bíbliques o escenes de la vida dels sants en els denominats Jocs de Corpus. Aquests Jocs es realitzaven a la plaça de l'Església un cop s'havia fet la processó de Corpus. Els elements que participaven en aquestes representacions amb el temps van anar a evolucionant als actuals gegants i passaren a participar també a la festa en honor de la Mare de Déu del Claustre, instituïda a partir de 1653.
A partir del segle xvii és quan es troben les primeres referències escrites fidedignes dels gegants tal com els entenem avui. Així doncs, entre les primeres referències hi ha la d'una parella de gegants l'any 1675, la del Drac de 1692 o bé la del Ball de Bastons el 1680. Tanmateix, es té constància que la seva existència és anterior d'aquestes dates.
Aquests elements del folklore geganter solsoní dels quals hi ha tan antiga constància han perdurat fins als nostres dies, integrant doncs els següents elements la manifestació folklòrica actual:
- Els Gegants [Gegants Vells (1675) i Gegants Joves (1727)]
- L'Àliga (1676)
- El Flabiolaire (1677)
- El Ball de Bastons (1680)
- La Mulassa i l'Antonio Ricu (1691)
- El Drac (1692)
- Els Cavallets (1692)
- Els Aligons (1693)
- Els Ossos (1727)
- El Bou (1773 o 1793)
- Els Nans (1909)

Entre els elements més destacables hi ha el Drac, que resulta ser el mateix que va sortir per primera vegada el 1692 essent un dels Dracs més antics de Catalunya. També destaca el Gegant Vell, que malgrat haver estat realitzat de nou diverses vegades no ha canviat mai de fisonomia.
Són propietaris titulars d'aquests elements l'Ajuntament de Solsona, propietari de l'Àliga i els Aligons, de dos Ossos i dels vestits del Ball de Bastons, i la Confraria de la Mare de Déu del Claustre, que és propietari de tota la resta d'elements. Això es deu al fet que la majoria de construccions anaren a càrrec de la Confraria mentre que l'Ajuntament només sufragà en el seu moment els elements del qual és propietari.
L'any 1982 es creà l'Agrupació de Geganters de Solsona, entitat formada per joves geganters que començaren a col·laborar amb els antics geganters a partir dels anys setanta i que van iniciar una tasca recuperadora de balls i músiques.

### El Protocol del Folklore Geganter de les Diades del Corpus i de la Festa Major

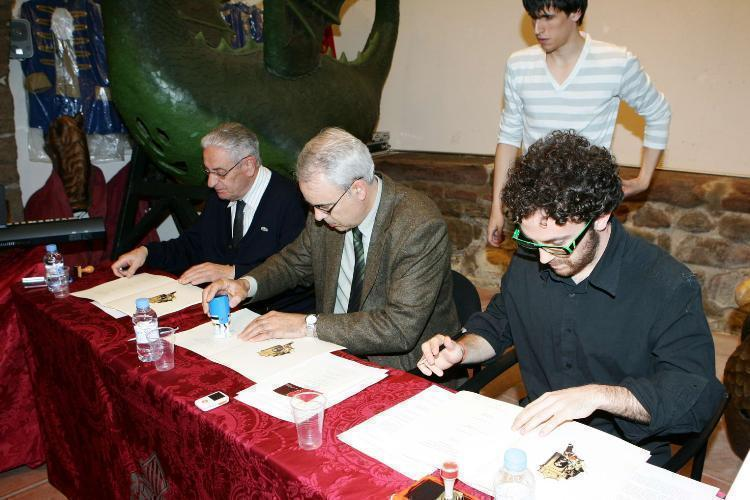
Signatura de la darrera modificació del Protocol pels presidents de les tres entitats sotasignants.

L'any 1983, l'Ajuntament de Solsona, quant a institució representant dels ciutadans de Solsona i propietari d'una part dels elements folklòrics; la Confraria de la Mare de Déu del Claustre, propietària de la resta de gegants, i l'Agrupació de Geganters, com a entitat destinada a vetllar pel manteniment de la manifestació i del compliment de les seves sortides, van signar el Protocol del Folklore Geganter de les Diades del Corpus i de la Festa Major a la ciutat de Solsona.
El text, signat el 23 d'abril de 1983, regula els elements que integren la manifestació folklòrica gegantera de Solsona, en regula les sortides i les funcions que han d'executar durant les festivitats i també contempla tot el que estigui relacionat amb el finançament de la manifestació i les despeses que es puguin ocasionar.
S'ha modificat el Protocol en distintes ocasions, les revisions més destacades han estat l'any 1989 i el 2008, amb motiu del vint-i-cinquè aniversari de la signatura del text.

## Els ballets

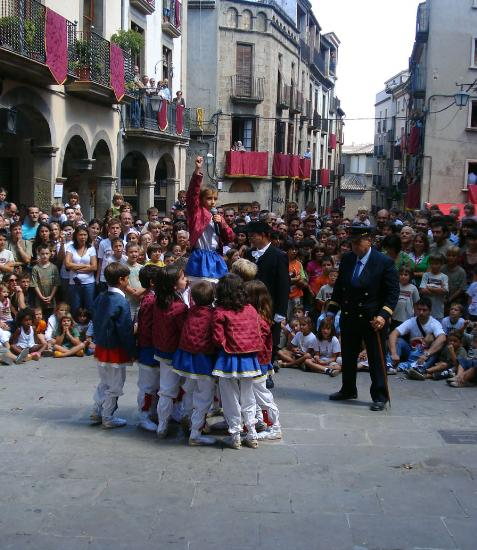
El Ball de Bastons realitzant el seu darrer ballet a la plaça Major.

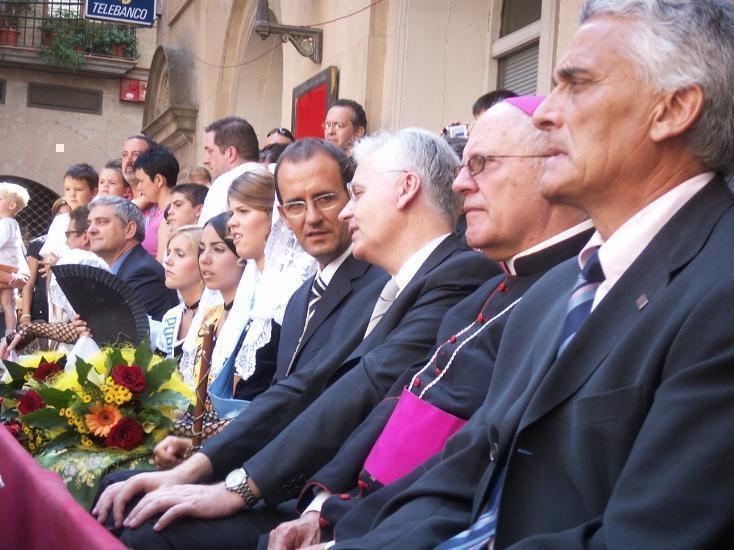
Les autoritats contemplen des d'un entarimat els diferents balls.

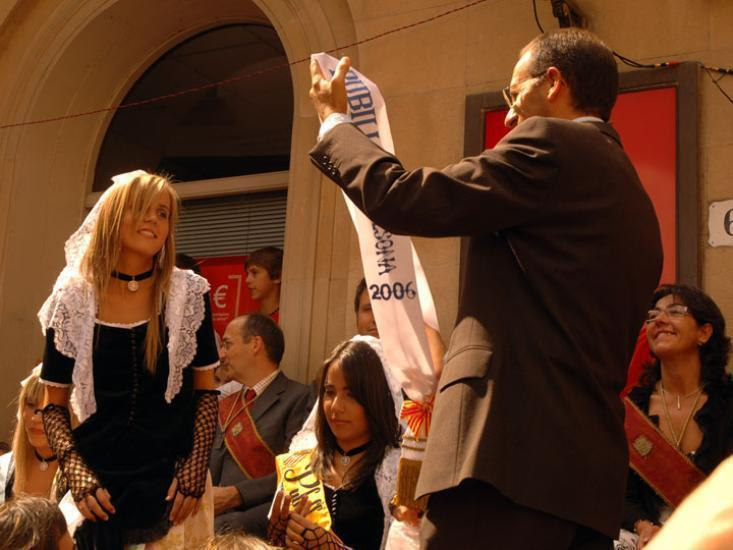
La proclamació de la pubilla de Solsona es du a terme just abans de l'exhibició de danses.

Actualment, l'acte principal de la Festa Major de Solsona és l'exhibició del conjunt de ballets dels Gegants i els altres improperis. Els ballets tenen lloc a la plaça Major, al matí dels dies 8 i 9 de setembre, al matí del diumenge de Corpus i també al matí d'una celebració en honor de la Mare de Déu del Claustre que sigui de caràcter extraordinari.
Quan la comitiva procedent de la Catedral, havent sortit de missa, arriba a la plaça Major tot s'atura per donar lloc els Ballets tradicionals. Les autoritats, que eren acompanyades per tot el seguici dels gegants, ara s'asseuen en un entarimat col·locat per l'ocasió i des d'allà observen les danses que hi tindran lloc.
L'origen dels balls té lloc amb la celebració del Corpus a Solsona. Sembla que entre els segles XIV i XV a l'acabar-se la processó de la festivitat del Corpus Christi tenia lloc a la plaça de l'Església un conjunt de representacions d'escenes bíbliques o de la vida dels Sants. En aquestes representacions apareixen els diferents elements de l'actual folklore, que ja aleshores executaven uns ballets propis.
Quan els gegants i altres d'aquests elements es van incorporar a la processó del Corpus, sembla que també realitzaven alguna mena de dansa quan aquesta havia acabat. Més tard, els gegants s'incorporaren també a la processó en honor de la patrona de la ciutat. S'entén que durant la processó també duien a terme alguna de ball. Doncs el Ball de Bastons apareix segurament com a grup per a acompanyar la Mare de Déu del Claustre amb les seves danses.
Amb el temps les danses es van deixar de fer en aquestes manifestacions religioses. Les que han arribat fins a l'actualitat són la dels Gegants, la dels Ossos (tot i que també es va perdre, però va ser recuperada) i la del Ball de Bastons. Aquestes van perdurar, ja que es realitzaven per carrers i places abans de la processó de la Festa Major i a canvi d'executar les danses eren compensats amb diners o bé menjar a les cases davant on ballaven.
L'any 1934 les danses del Ball de Bastons i dels Gegants es decideixen fer conjuntament a la plaça Major (Plaça de la República, en aquell moment). Aquell any es varen fer uns arrenjaments per petita banda dels ballets ja mencionats, obra de Ramon Pujol i Llanes. L'any següent, se celebraren les bodes d’or sacerdotals del bisbe Comellas de Solsona i se’l nomenà fill adoptiu de la ciutat, per aquesta ocasió, s'estrenà un arrenjament del ball de cavallets d'Olot, amb el qual ballar els cavallets Solsona (també obra de Ramon Pujol i Llanes). A partir d'aleshores, quan la missa acabava tenia lloc aquest conjunt de tres balls. A conseqüència es va perdre les ballades que es realitzaven pels carrers i places de Solsona.
Als anys 50, Joan Roure inventarià les antigues melodies, i creà un primer arrenjament per a cobla del ball de Gegants, i el Ball de Bastons. També, en aquests anys, creà els pasdobles Anar Fent i el Gegant Vell.
El 1956 que s'incorpora en el conjunt de ballets, tres noves danses. Aquestes són la dels Ossos (la música de la qual tenia origen als Jocs de Corpus), la dels Nans i també la de l'Àliga, que ballava juntament amb els dos Aligons. Malauradament es perden al cap de poc temps.
No és fins a l'aparició del moviment geganter dels anys setanta que s'aconsegueix fer una recuperació d'aquests balls. Al Corpus de 1979, s'estrenà el Ball de l'Àliga, de música molt similar a la del ball de 1956, però coreografia totalment nova. La Festa Major del mateix any es presenta el Ball dels Ossos.
El 1980 es crea un ball que fins al moment havia estat inexistent. Es tractava del Ball del Drac, creat per donar protagonisme en el conjunt de ballets a les bèsties de foc que només tenien la funció d'obrir pas a la comitiva a les Rodes de Foc.
Finalment, el darrer va ser el 1981, coincidint amb el 25è aniversari de la Coronació de la Mare de Déu del Claustre, i va ser el ball de Nans. La coreografia d'aquestes quatre danses més noves es va fer a càrrec del solsoní Josep Dalmau i Bantolra (Rendé).
Així doncs l'actual exhibició dels ballet tradicionals està composta pel següent conjunt:
- Ball dels Ossos (1956 (Antoni Muntada i Garriga) - 1979)
- Ball dels Cavallets (1934)
- Ball del Drac (1980)
- Ball dels Nans (1981)
- Ball de Bastons (?)
- Ball de l'Àliga (1979)
- Ball dels Gegants (?)

La música dels ballets és interpretat per una cobla, ja que a mitjans del segle XX es varen arranjar els ballets per aquesta formació musical i els darrers balls ja van ser compostos pensant també en la cobla com a intèrprets.
Cal dir que el Ball de Bastons, a diferència dels altres, realitza cinc danses diferents. Aquestes s'anomenen "Xirimicotet", "Jugarem a Córrer", "Rigodons", "Soldevila" i la "Catitomba" o "Patacada".
Sovint s'aprofita el moment abans dels ballets, moment en què els solsonins i solsonines estan reunits tots a la plaça Major, per a dur a terme activitats especials, com ara la proclamació de la Pubilla de Solsona, o també la realització d'alguns homenatges a personalitats de la ciutat.

## La música
Sens dubte que un dels components més importants d'aquesta festa és la música que tan bé caracteritza moments destacats de la celebració. La més important i que dona el caràcter més popular a la festa és la relacionada amb els gegants i els altres elements del folklore. S'ha de diferenciar, però, la música que es toca durant els ballets a la plaça Major de la dels passacarrers pels carrers on passen els gegants.

### Les músiques dels ballets
Cal pensar que hi ha melodies que han perdurat al llarg dels segles i que encara avui es continuen interpretant. És el cas dels balls dels Ossos, del Ball de Bastons i dels Gegants; es tracta de músiques d'origen desconegut i que ja devien ser interpretades en les antigues processons (de Corpus i de la Festa Major) per tal de fer dansar aquests elements del folklore.
Inicialment aquestes músiques devien ser tocades al so d'un flabiol i és per això que la figura del Flabiolaire adquireix tanta importància en el folklore solsoní, continuant persistint avui en dia, tot i que amb un paper més simbòlic, abillat amb una túnica de domàs grana i un barret amb ploma blanca a l'estil dels antics trobadors.
L'any 1934 les danses del Ball de Bastons i dels Gegants es decideixen fer conjuntament a la plaça Major (Plaça de la República, en aquell moment). Aquell any es varen fer uns arrenjaments per petita banda dels ballets ja mencionats, obra de Ramon Pujol i Llanes. L'any següent, se celebraren les bodes d’or sacerdotals del bisbe Comellas de Solsona i se’l nomenà fill adoptiu de la ciutat, per aquesta ocasió, s'estrenà un arrenjament del ball de cavallets d'Olot, amb el qual ballar els cavallets Solsona (també obra de Ramon Pujol i Llanes).
Als anys 50, Joan Roure inventarià les antigues melodies, i creà un primer arrenjament per a cobla del ball de Gegants, i el Ball de Bastons. També, en aquests anys, creà els pasdobles Anar Fent i el Gegant Vell.
Durant la celebració de la Coronació de la Mare de Déu del Claustre, el 1956, es va recuperar el ball dels Ossos a partir de la vella melodia existent i es va confeccionar una dansa pels Nans i una altra per l'Àliga i els seus Aligons, amb la intenció de dotar la manifestació folklòrica de més patrimoni. El nou ball dels Nans i de l'Àliga i també l'arranjament del dels Ossos anà a càrrec del solsoní i músic, Mn. Antoni Muntada.
Aquestes danses, però es deixaren de fer tal com es contempla en l'apartat dels ballets, fins que amb el reeixir geganter dels anys 70 del segle xx, es decideix donar un nou aire a l'exhibició dels ballets creant-ne de nou i confiant un nou arranjament dels mateixos a càrrec del músic solsoní Joan Roure.
El mestre Roure, es va dedicar a fer una brillant adaptació dels balls existents per a la formació musical de Cobla. A més, va compondre la música per a noves danses com és el cas del ball del Drac (1980) o dels nous balls per als Nans (1981) i l'Àliga (1979). La intervenció de Joan Roure va ser la darrera per tal d'escoltar els ballets que tot solsoní o visitant pot escoltar avui en dia a la plaça Major durant les festivitats del Corpus i de la Festa Major. També va fer una gran creació de pasdobles pels passacarrers, d'una qualitat altissima.

### Els passacarrers
Els orígens dels gegants i altres elements del folklore solsoní era la d'obrir pas a les processons religioses. Amb el temps van adquirir una altra funció; es tractava d'encapçalar la comitiva d'autoritats municipals quan aquestes es dirigien a la missa major a les festivitats.
Actualment aquesta és la funció que duen a terme els gegants encara avui, perdent la de participar en els seguicis religiosos, tot i que es preveu que hi puguin assistir en celebracions molt puntuals i de caràcter extraordinari.
Durant les vigílies de Corpus i Festa Major, els gegants acompanyen al pregoner que realitza el Pregó de la Festa per la ciutat. A la resta de sortides, els improperis de Solsona encapçalen la comitiva formada per l'alcalde, els regidors de l'Ajuntament i altres autoritats acompanyants.
En aquests moments de la Festa, els gegants ballen al so d'una banda que interpreta pasdobles, diferenciant-se de moltes poblacions en què els gegants són acompanyats de grallers.
Als seus inicis els pasdobles o cercaviles que es ballaven durant les cercaviles eren els que tocaven les orquestres que venien a interpretar-los. No és a partir dels anys 50 del segle XX que la col·laboració de Joan Roure i Jané, anteriorment esmentat, amb la Festa Major, dotarà a aquesta d'una col·lecció de pasdobles que avui en dia són tot un símbol de la Festa Major i també del Corpus.
Els pasdobles que Joan Roure i Jané compongué per la Festa Major són els següents:
- El Gegant Vell (Anys 50, amb una readaptació de 1982)
- La Geganta d'en Manel (1966)
- Anar Fent (Anys 50, amb una readaptació de 1977)
- El Gegant Jove (1978)
- La Geganta Vella (1979)
- La Geganta Jove (1985)
- Cercavila (1986)
- La Pujada (1988)

També cal destacar la feina que ha fet l'Albert Fontelles, recuperant peçes interpretades durant el final del segle XIX i primer terç del XX. Aquests són:
- La Festa Major de Solsona (Ramon Pujol, primer terç del segle XX - 2010)[2]
- Pasdoble 1891 (Francesc Miró?, 1891 - 2016)[3]
- Marxa de Processó (Francesc Miró?, 1891 - 2016)[3]
- Marxa (Ramon Pujol, 1939 - 2022)
- Ball del Vell Flabiolaire (?, ? - 2023)[4]

A més, durant la Festa també s'interpreten de manera molt arrelada entre els solsonins el pasdoble Aligot de Manel Saderra i Puigferrer i la marxa militar austríaca Unter dem doppeladler (Bajo la Doble Àguila) del compositor Josef Franz Wagner.

### Els músics
El primer músic que apareix relacionat amb el folklore és el Flabiolaire, si més no està documentat que els gegants ballaven al so d'un flabiol ja al segle xv en els denominats Jocs de Corpus. El 1677 hi ha una referència escrita sobre el músic que acompanya als Gegants i el 1684 un altre document identifica clarament aquest músic amb el nom de Flabiolaire, amb un vestit llarg de domàs grana que imita l'estil dels antics joglars o trobadors
Aquest músic devia acompanyar amb la seva música els elements del folklore durant les processons o durant les ballades que aquests feien per recaptar algun diner per carrers i places.
Amb l'actual estructuració dels ballets a la plaça Major des de 1934 i l'arranjament de les músiques per banda van fer perdre el seu protagonisme fins que el 1967 va deixar d'acompanyar els gegants. El 1978, però es va recuperar de nou i des de llavors la seva tasca és la d'acompanyar els Gegants Joves a la capta del dia 8 de setembre al vespre i també es col·loca al mig de la rotllana durant el ball dels Gegants tot tocant el flabiol en els passatges del ballet que li correspon.
Quant als músics dels passacarrers o cercaviles, han estat diverses les agrupacions musicals que han col·laborat durant els anys. Algunes de les bandes que han participat en la Festa Major de Solsona per fer ballar els gegants durant el segle XX i XXI han estat:
- Banda del Regiment de Navarra (1913)
- Banda de Música Planas (1932)
- Banda Municipal i Banda de Cornetes de la FET de les JONS (1939 i altres)
- Orquestra Els Montgrins (1941)
- Banda Municipal (1944, 1947, 1950-1952 i 1955-64)
- Música del Regiment de Lleida Agrupació Artístina núm.1 (1945)
- Cobla Orquestra La Principal de Bages (1953-1954)
- La Principal de la Coromina (1977)
- Banda de Cardona (2003)
- Estlàstic Band (2003)

Això no obstant, cal parlar de la col·laboració ininterrompuda des de 1977 de la solsonina Orquestra Patinfanjàs (exceptuant el breu parèntesis de 2003).
Sobre els músics que interpreten els ballets se’n pot destacar la participació de cobles reconegudes com pot ser la Principal de la Bisbal durant bona part d'anys. Actualment, la Cobla Juvenil Ciutat de Solsona s'encarrega d'interpretar les danses. També ho havia fet la solsonina i desapareguda Cobla Ciutat de Solsona a partir de 1983.